# 10746 Mühlhausen
10746 Mühlhausen eller 1989 CE6 är en asteroid i huvudbältet som upptäcktes den 10 februari 1989 av den tyske astronomen Freimut Börngen vid Tautenburg-observatoriet. Den är uppkallad efter den tyska staden Mühlhausen.
Asteroiden har en diameter på ungefär 5 kilometer och den tillhör asteroidgruppen Eunomia.